# سایوز تی‌ام‌ای-۸ام
سایوز-تی‌ام‌ای-۸ام (به روسی: Союз )(به معنای اتحاد) یک مأموریت سرنشین دار سازمان ملی فضانوردی روسیه به سمت ایستگاه فضایی بین‌المللی محسوب می‌شود.

همچنین فضاپیمای این مأموریت وظیفه ارسال و بازگرداندن تعدادی از فضانوردان گروه اعزامی ۳۵ و گروه اعزامی ۳۶ را نیز بر عهده داشت.

## خدمه مأموریت
| نام               | ملیت                | تعداد پرواز | نقش عملیاتی | تصویر |
| پاول وینوگرادف    | روسیه               | ۳           | فرمانده     |       |
| الکساندر میسورکین | روسیه               | ۱           | مهندس پرواز |       |
| کریستوفر کاسیدی   | ایالات متحده آمریکا | ۲           | مهندس پرواز |       |

## نگارخانه

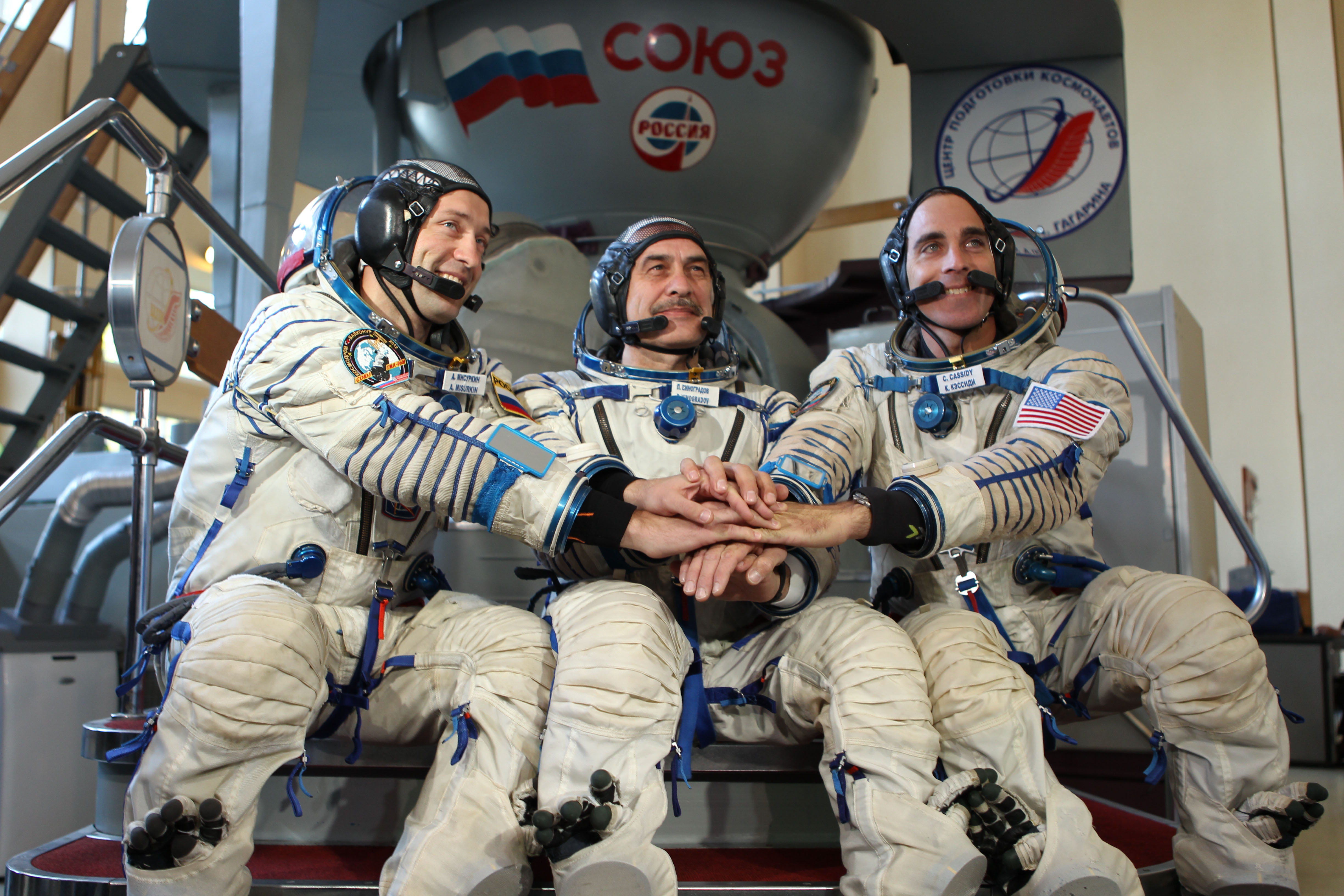
فضانوردان اصلی تی‌ام‌ای-۸ام
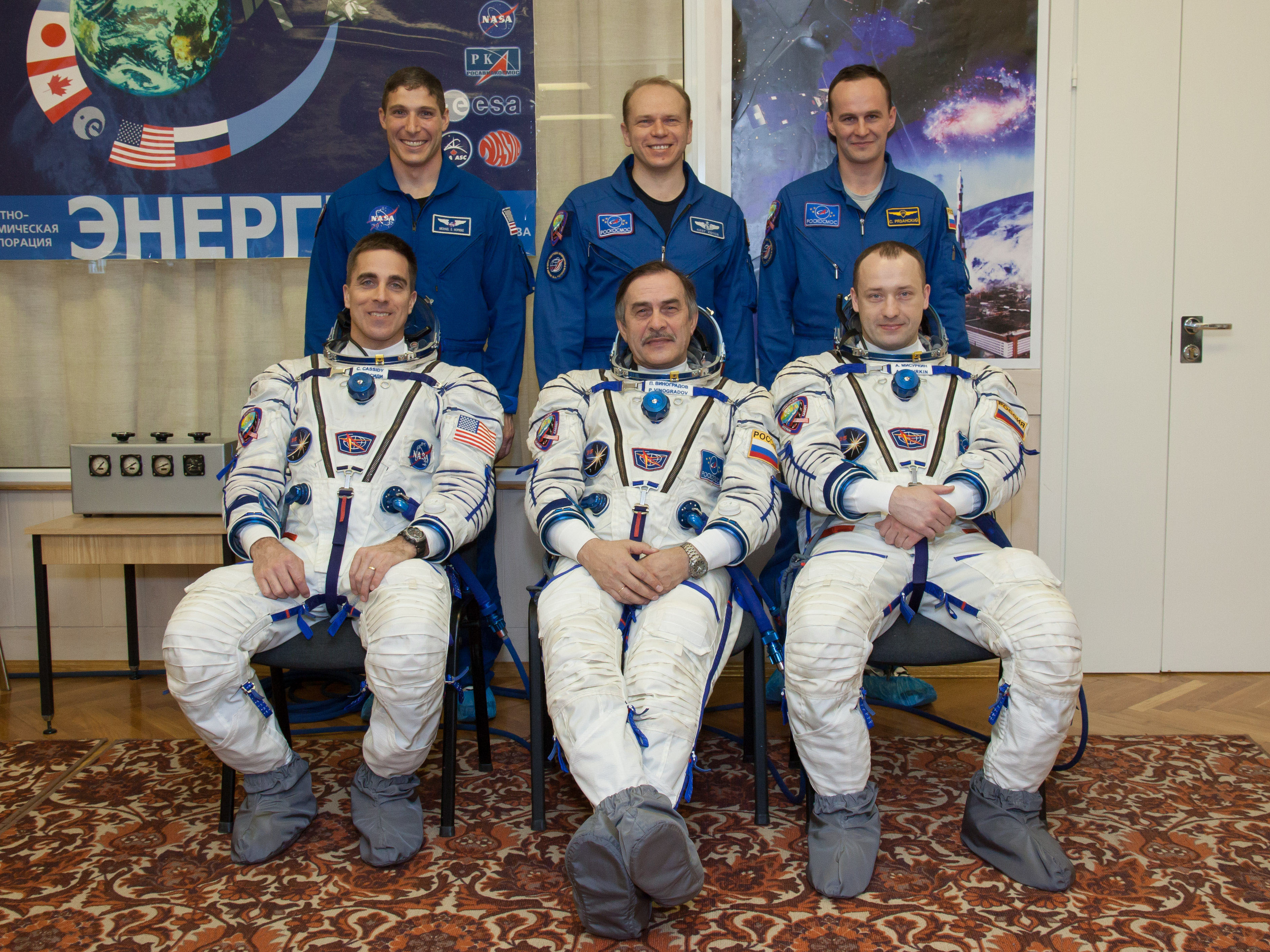
فضانوردان اصلی و پشتیبان تی‌ام‌ای-۸ام
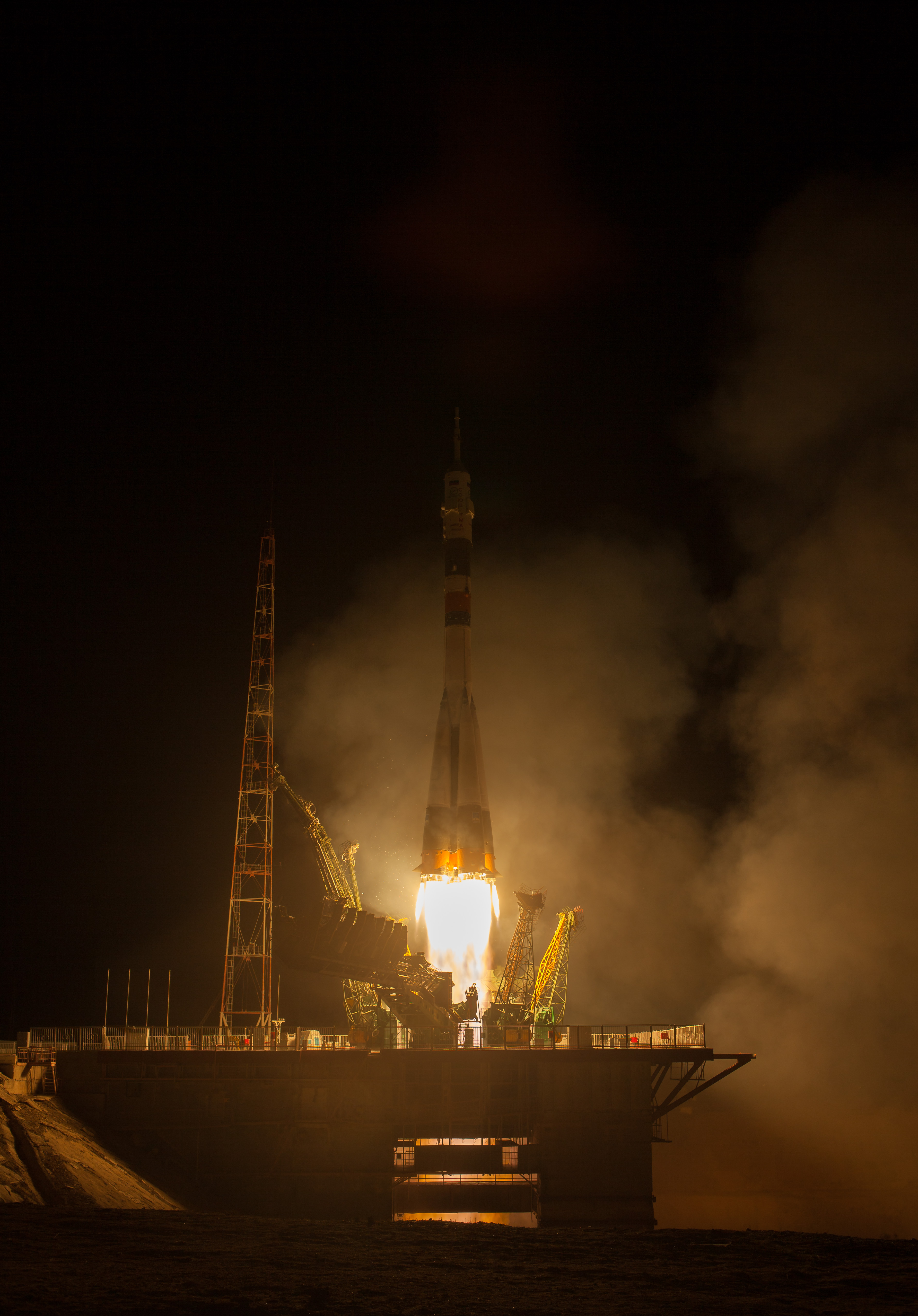
پرتاب تی‌ام‌ای-۸ام
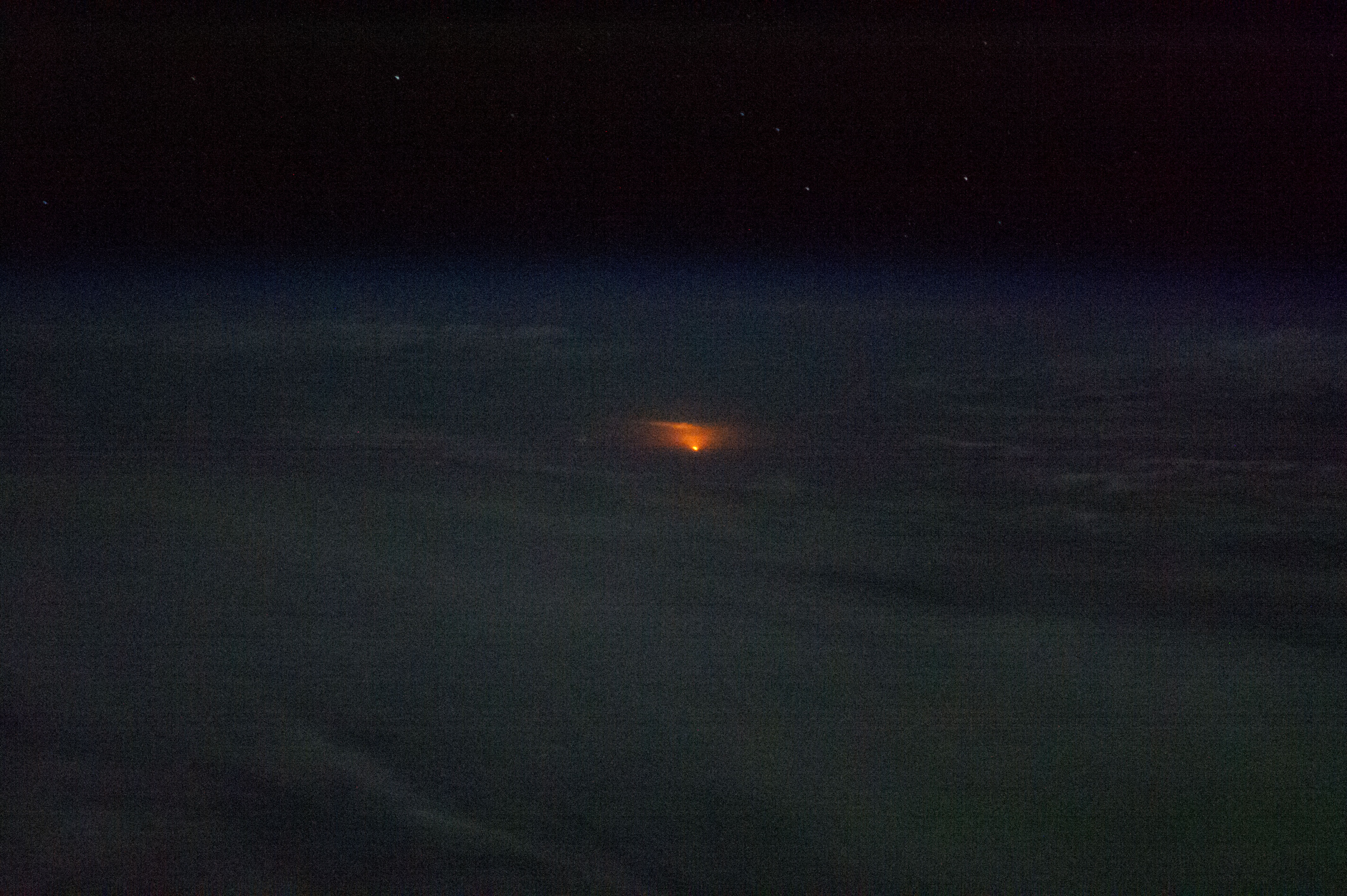
پرتاب تی‌ام‌ای-۸ام از دید فضانوردان ساکن ایستگاه
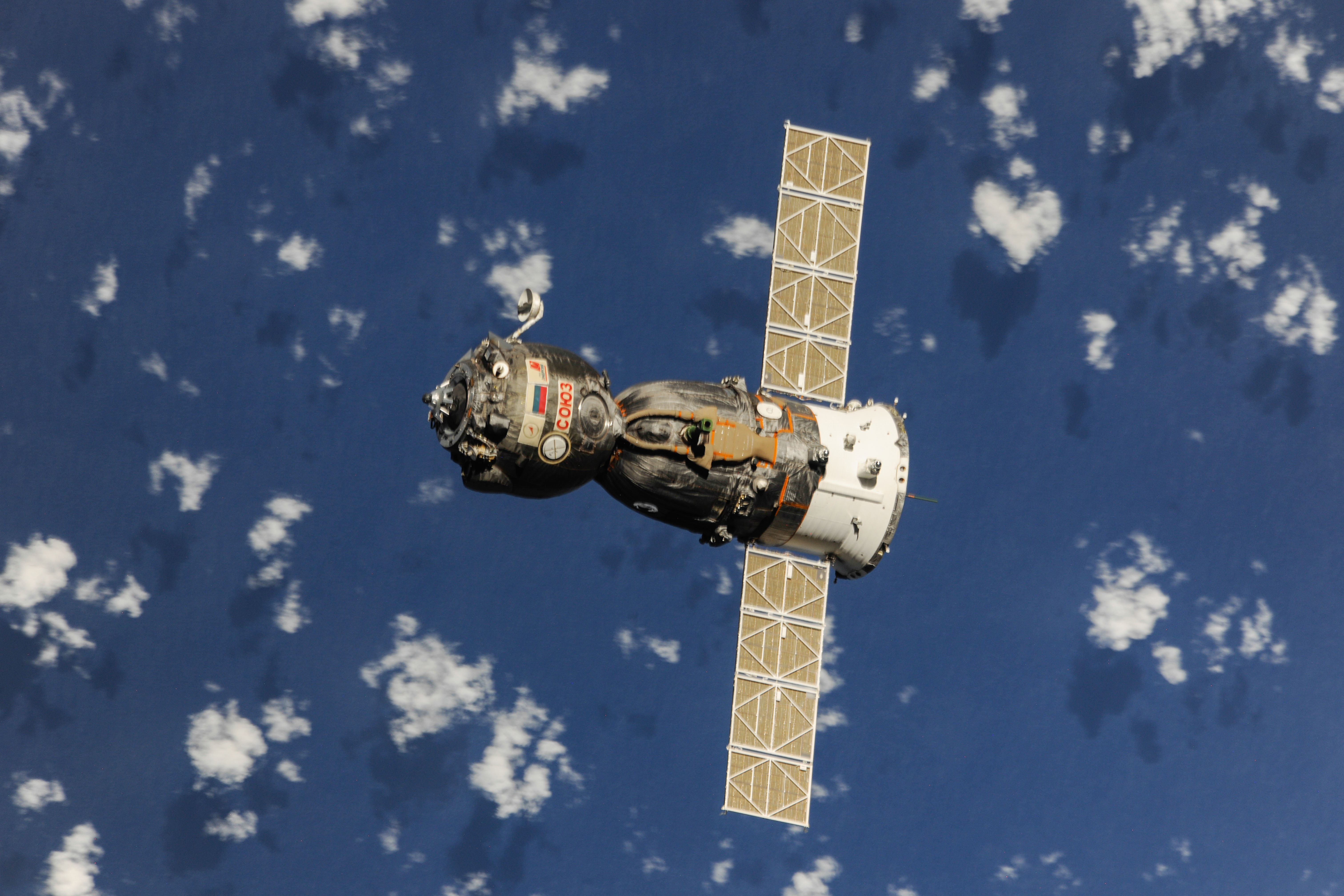
تی‌ام‌ای-۸ام در راه بازگشت به زمین
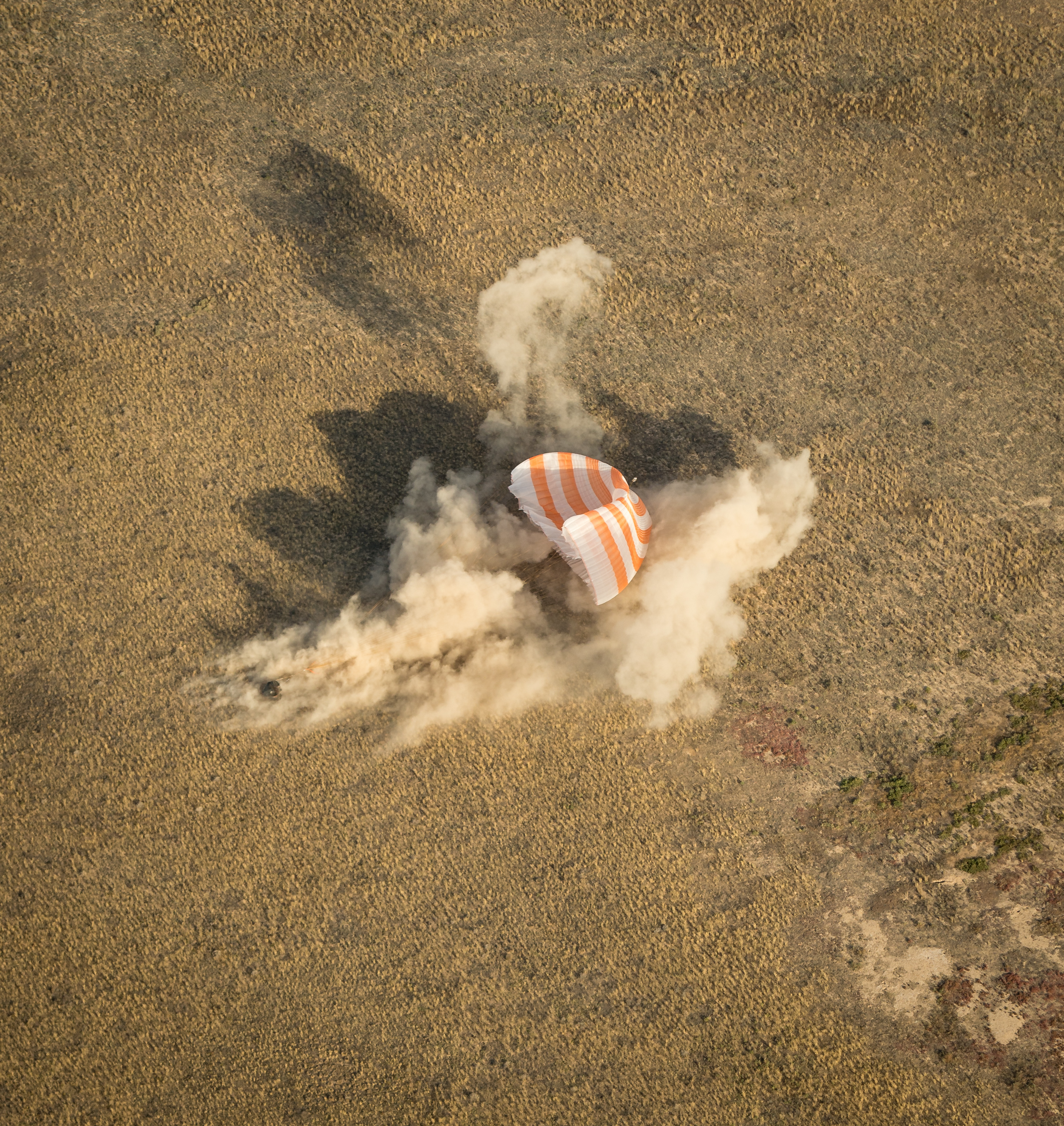
فرود تی‌ام‌ای-۸ام
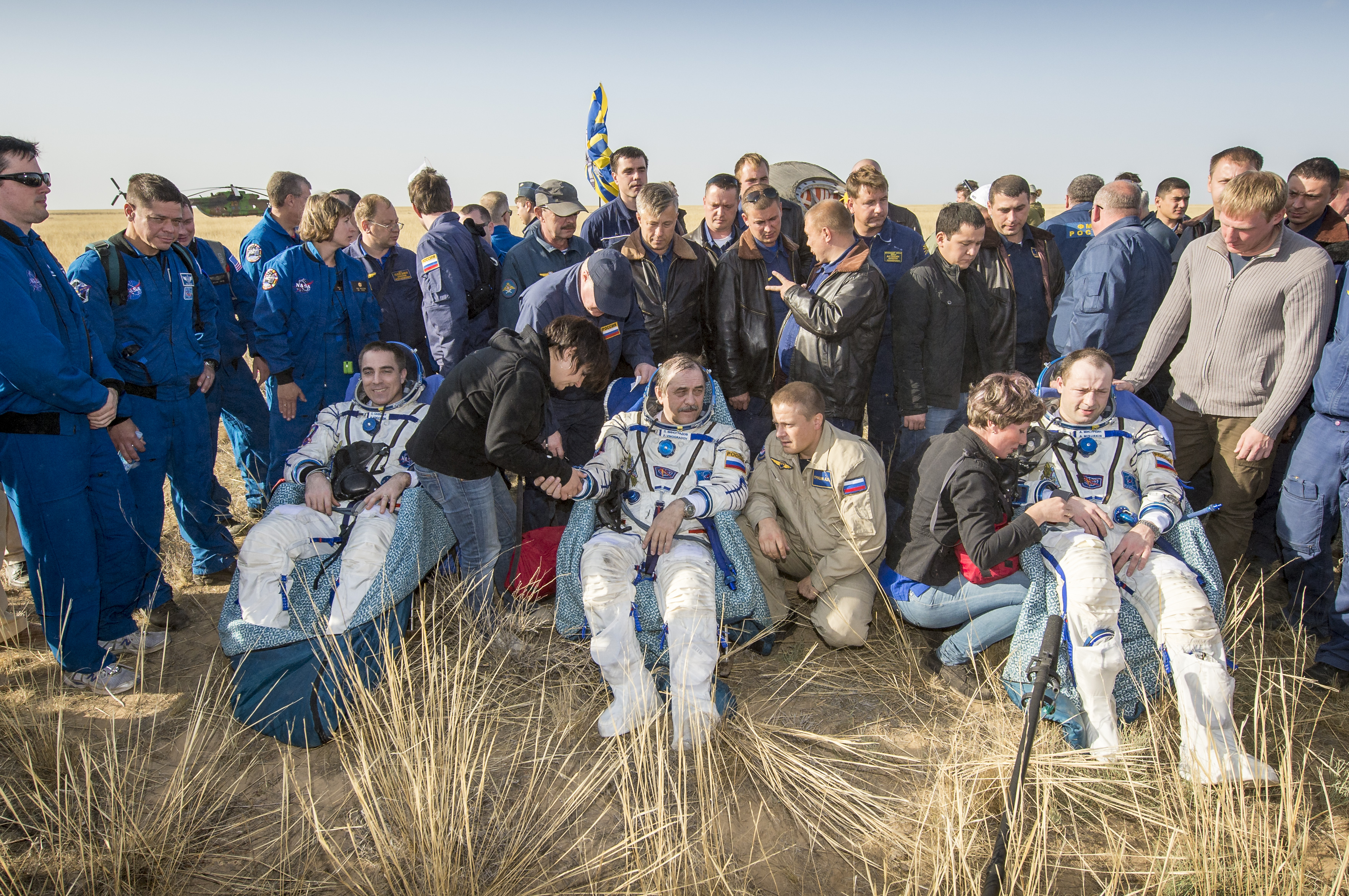
فضانوردان تی‌ام‌ای-۸ام پس از فرود